# Flabelligera biscayensis
Flabelligera biscayensis är en ringmaskart som beskrevs av Kolmer 1985. Flabelligera biscayensis ingår i släktet Flabelligera och familjen Flabelligeridae. Inga underarter finns listade i Catalogue of Life.